# Banjevići
Banjevići su naselje u općini Bratunac, Republika Srpska, BiH.

## Stanovništvo
Nacionalni sastav stanovništva 1991. godine, bio je sljedeći:
ukupno: 39
- Srbi - 39 (100%)

## Vanjske poveznice
- Satelitska snimka  Arhivirana inačica izvorne stranice od 13. veljače 2021. (Wayback Machine)